# Белая (Фалёнский район)
Белая — село в Фалёнском районе Кировской области. 

## География
Находится на расстоянии примерно 41 километр по прямой на юг от районного центра поселка Фалёнки.

## История
Основано в 1705 году, когда была получена грамота на постройку деревянной Богородицкой церкви (во имя Рождества Пресвятой Богородицы и сорока мучеников) на устье Белой речки. По переписи 1710 года в селе числятся только 3 двора. В 1797 году построена новая каменная Богородицкая церковь (ныне памятник федерального значения). В начале 1960-х годов с образованием совхоза Бельский на центральную усадьбу в село были переселены деревни Макуши, Черноплевцы, Шаваренки и др. В селе были средняя школа, детский сад, больница, дом культуры, библиотека, отделение связи. В 1764 году отмечено 10 жителей. В 1873 году отмечено дворов 11 и жителей 79, в 1905 15 и 104, в 1926 23 и 106, в 1950 17 и 75. В 1989 году было 287 жителей. До 2020 года входило в Талицкое сельское поселение Фалёнского района, ныне непосредственно в составе Фалёнского района.

## Население
| 1710 | 1763 | 1873 | 1891 | 1905 | 1926 | 1950 |
| ---- | ---- | ---- | ---- | ---- | ---- | ---- |
| 10   | →10  | ↗302 | ↘82  | ↘71  | ↗146 | ↗451 |
| 1989 | 2002 | 2010 |      |      |      |      |
| ↗760 | ↘447 | ↘303 |      |      |      |      |

## Достопримечательности
В селе имеется сосново-кедровый парк, который посажен сорок лет назад под руководством К.И. Березина.